# Sainte-Paule
Sainte-Paule település Franciaországban, Rhône megyében. Lakosainak száma 330 fő (2022. január 1.). Sainte-Paule Rivolet, Cogny, Létra, Ternand, Ville-sur-Jarnioux és Val d’Oingt községekkel határos.

## Népesség
A település népessége az elmúlt években az alábbi módon változott:
| Lakosok száma | 345  | 341  | 339  | 324  | 320  | 320  | 314  | 322  | 330  |
|               | 2013 | 2015 | 2016 | 2017 | 2018 | 2019 | 2020 | 2021 | 2022 |